# Kyungpook-Nationaluniversität
Die Kyungpook-Nationaluniversität (koreanisch: 경북대학교, engl. Kyungpook National University, häufig abgekürzt als KNU oder Kyungdae, 경대) ist eine staatliche Universität, die die Stadt Daegu und die Provinz Gyeongbuk in Südkorea repräsentiert. Sie gilt als eine der besten koreanischen Universitäten und gemeinsam mit der Universität Busan als die beste Universität in Südkorea außerhalb von Seoul. Die Universität befindet sich in Daegu, der Hauptstadt der Provinz Gyeongbuk, die in einer früheren Romanisierung meist Kyungpook geschrieben wurde. Sie ist nach angelsächsischem Muster in Colleges und Postgraduiertenschulen untergliedert.

## Gründung
Die Universität wurde im September 1946 mit den Colleges of Education, Medicine und Agriculture gegründet. Im Oktober 1951 wurden die Colleges of Liberal Arts and Sciences und Law and Political Studies mit eingegliedert. Weitere Departments wie Ingenieurwesen und Zahnmedizin wurden im weiteren Verlauf hinzugefügt.

## Fakultäten

### Undergraduate Colleges
- College of Humanities

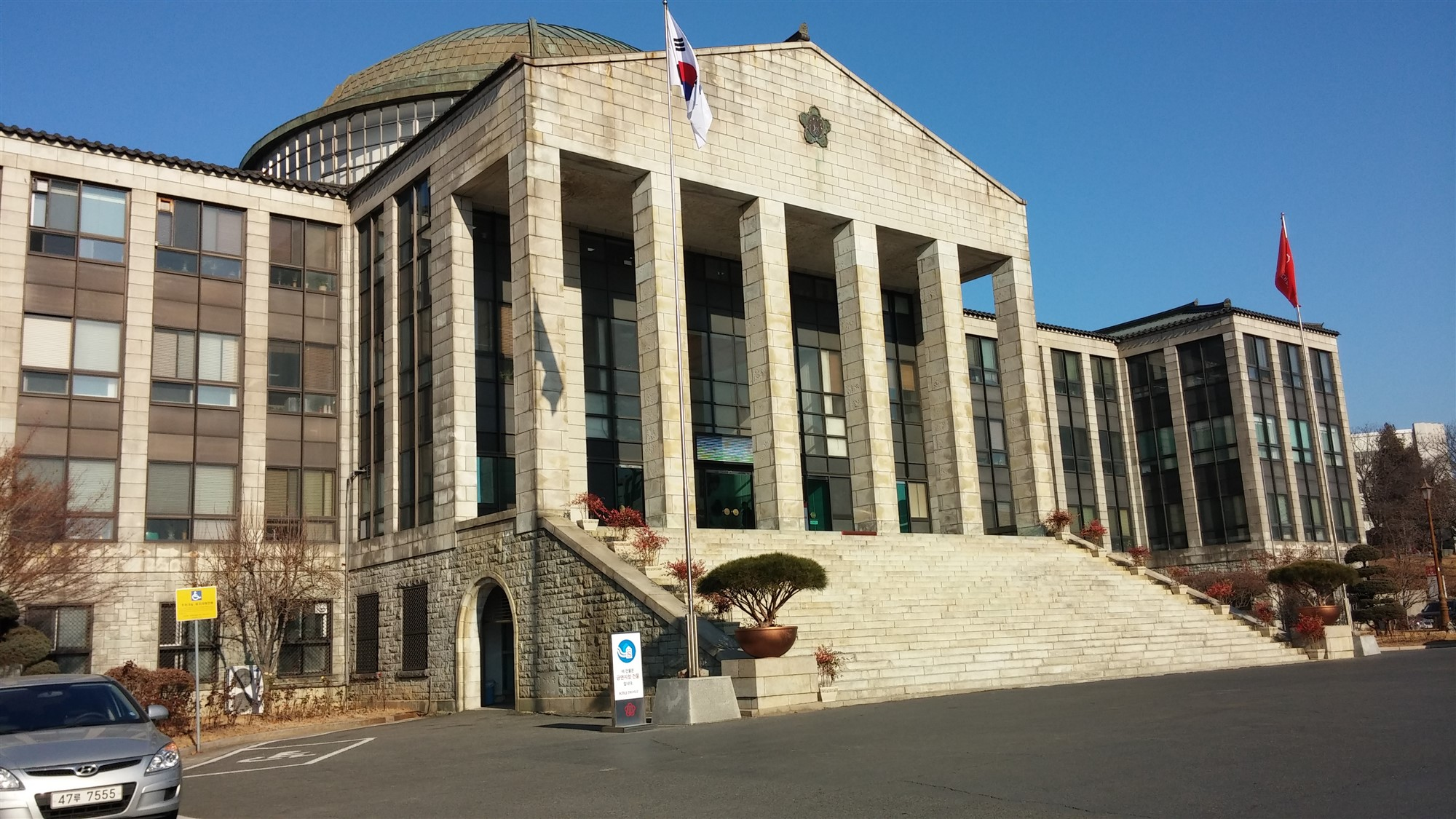
KNU-Hauptgebäude

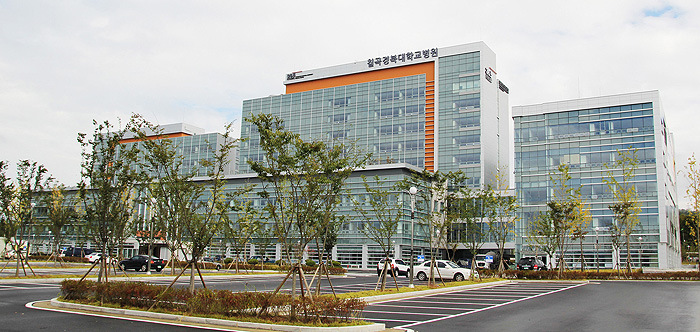
KNU Universitätsklinik

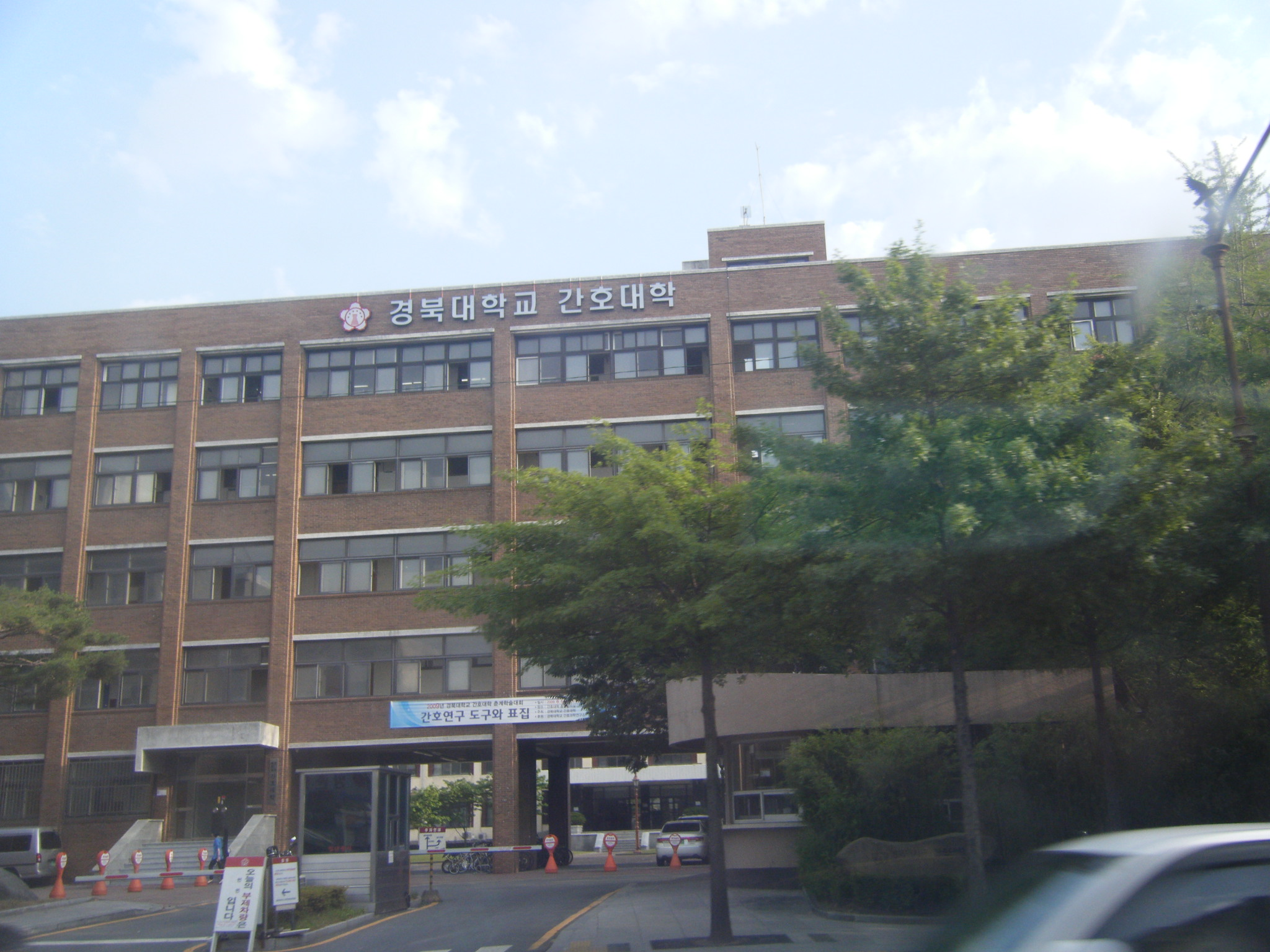
KNU College of Nursing

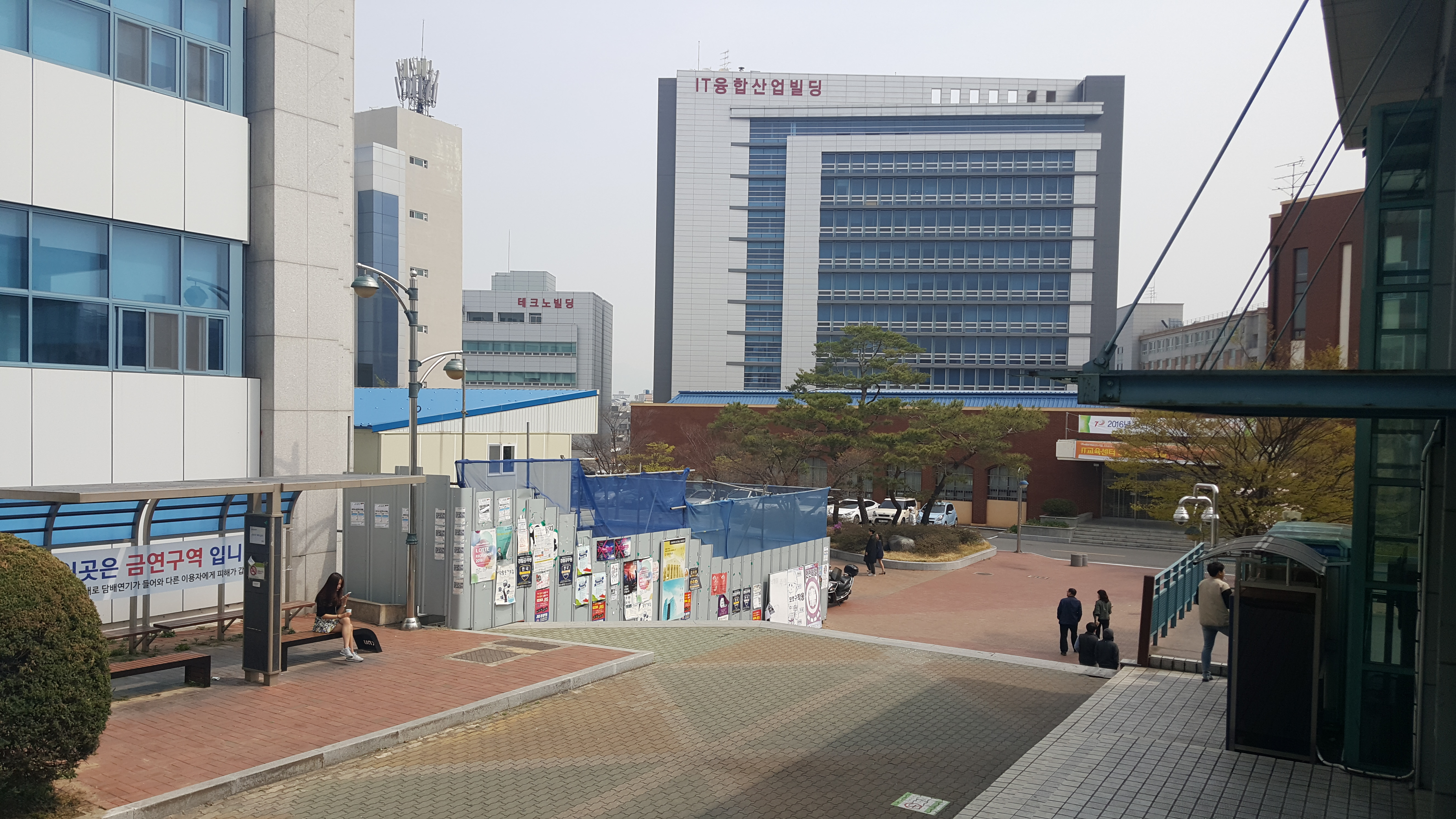
KNU Technopark

- College of Social Sciences (Sozialwissenschaften)
- College of Natural Sciences (Naturwissenschaft)
- College of Economics and Business Administration (Volkswirtschaftslehre und Betriebswirtschaftslehre)
- College of Engineering (Ingenieurwissenschaften)
- College of Agriculture and Life Sciences (Biowissenschaften)
- College of Music and Visual Arts (Musikwissenschaft und Kunstwissenschaft)
- Teachers‘ College
- College of Veterinary Medicine (Veterinärmedizin)
- College of Human Ecology (Humanökologie)
- College of Nursing
- College of IT Engineering
- College of Pharmacy (Pharmazie)
- Global Leaders School
- School of Public Administration (Öffentliche Verwaltung)
- Undeclared Major
- College of Ecology and Environmental Science (Umweltwissenschaften)
- College of Science and Engineering
- School of Health and Welfare (Gesundheitswissenschaften)

### Graduate Colleges
- The Graduate School
- Graduate School of Education
- Graduate School of Public Administration
- Graduate School of Business Administration
- Graduate School of Public Health
- Graduate School of Industry
- Graduate School of Agricultural Development
- Graduate School of International Studies
- Graduate School of Policy and Information
- Graduate School of Forensic and Investigative Science
- Graduate School of Science and Technology
- School of Dentistry
- School of Medicine
- Law School (Rechtswissenschaft)